# 阿波丸
阿波丸（あわまる）は、日本国有鉄道四国総局宇高船舶管理部（宇高航路）に在籍した客載車両渡船。船名符字JG2436。
瀬戸丸型車載客船3隻の老朽取替えと、増え続ける貨客需要に対応すべく建造された伊予丸型4隻の第3船。三菱重工業下関造船所で1967年（昭和42年）9月14日竣工し、10月1日に就航した。同型船には伊予丸、土佐丸と讃岐丸（2代）がある。
船体下部塗色の赤は、阿波踊りの情熱を現したものとされていた。
1987年（昭和62年）の国鉄分割民営化にあたっては、四国旅客鉄道株式会社（JR四国）に継承された。1988年（昭和63年）4月の瀬戸大橋線開通による宇高航路普通便の廃止により、カーフェリーに改装されインドネシアのJ･M Ferryに売却、「Titian Murni（ティティアン・ムルニ、意味「純粋な小さな橋」との名前でスンダ海峡を1日3往復している。

## 概要

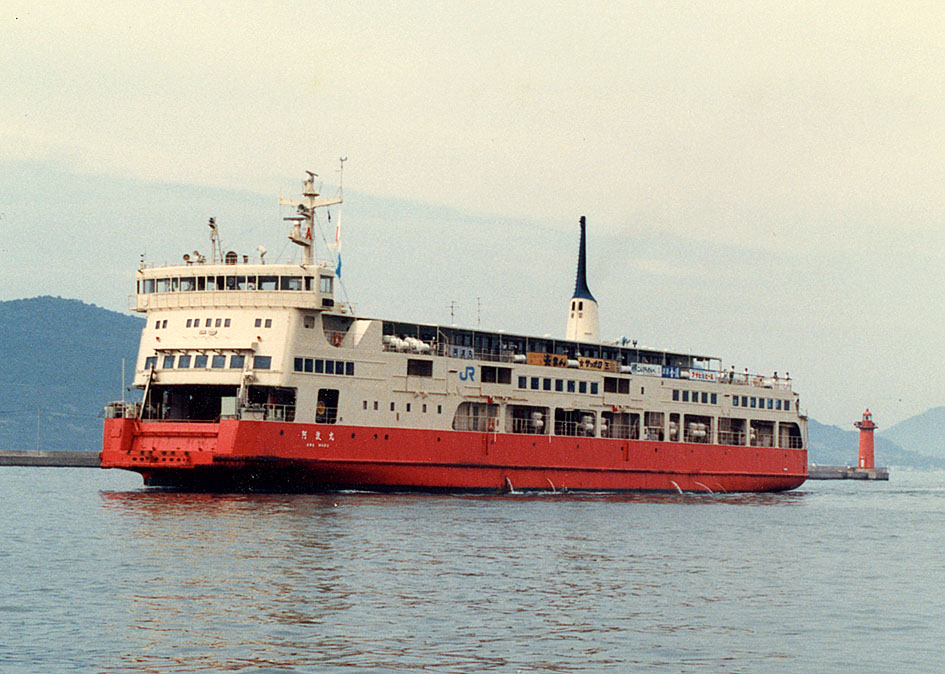
JR四国　宇高連絡船　阿波丸

伊予丸型は、全長が89.40mと大型化されたうえ、甲板室が船体全体にわたって設置されたため、旅客定員は1800名と大幅に増加した。車両は船首積みおろしで、船内の軌道は3線。ワム換算27両積載でき、航海速力15.25ノットで、宇野港 - 高松港間を60分で航行可能であった。
客室が2層構造となったことから、その上の操舵室は前級の初代讃岐丸より1層高いレベルとなり、また操舵室の全周にわたって窓が設置され、混雑する備讃瀬戸での360度の見張りが可能であった。操舵室の位置も初代讃岐丸より前方に設置され、係船ウインチや船首防波板の開閉、ヒーリングポンプの操作もここから行われた。このため、船首部を欠落したようなユニークな船形となった。
狭隘な港内での良好な操縦性確保と、潮流の速い海域での安定した針路維持を両立させるため、船首を横方向へ振るバウスラスターと、主軸回転数一定のまま操舵室からの翼角の遠隔操作のみで、前後進、速力調節が迅速にできる可変ピッチプロペラを2基装備し、各プロペラ直後に舵を配置する2枚舵を採用したのは伊予丸型の他船と同様であった。
出力2310馬力で回転数毎分600回転の主機械が2台、2軸でマルチプルエンジンではなかったが、主軸回転数を毎分250回転に落とすため流体継手付き減速機は装備していた。
客室配置は伊予丸型の他船と同様で、客室は車両甲板の天井にあたる客室甲板と遊歩甲板にあり、客室甲板では船首側の3分の1がグリーン船室で、2人掛けリクライニングシートが並び、大きな窓を配置して前方展望を確保した。中央部の3分の1と船尾側の3分の1の2部屋は普通船室で、リクライニングしない2人掛けシートが中央部では前向きに、船尾側では後ろ向きに設置されていた。
遊歩甲板には、周囲を大型ガラス窓で囲った展望室があり、船首側3分の1はソファーのあるグリーンスペース、船尾側3分の2はベンチを置いた普通スペースで、喫茶コーナーを兼ねた売店もあった。両舷側には廊下状の遊歩甲板が配置され、船尾部は露天甲板で、立ち食いのうどん屋があった。
なお、伊予丸と土佐丸では、車両甲板両舷中二階に相当する中甲板の舷側開口部船首端の形状が上方を向いており、左舷前方の非常脱出口に接近しすぎて、船体の強度上の弱点となる可能性がある、とのことで、本船と讃岐丸（2代）では、両舷とも、同部の開口形状を下方を向けた。